# Dexiosoma flavescens
Dexiosoma flavescens är en tvåvingeart som beskrevs av Jacques-Marie-Frangile Bigot 1881. Dexiosoma flavescens ingår i släktet Dexiosoma och familjen parasitflugor.
Artens utbredningsområde är Frankrike. Inga underarter finns listade i Catalogue of Life.